# Annemarie Schweeger-Hefel
Annemarie Schweeger-Hefel (geboren als Annemarie Hefel 20. Oktober 1916 in Klosterneuburg, Österreich-Ungarn; gestorben 28. Mai 1991 in Wien) war eine österreichische Ethnologin.

## Leben
Annemarie Hefel war eine Tochter des Politikers Ernst Hefel und der Marthe Schnürer. Sie studierte ab 1935 Kunstgeschichte und Geschichte an der Universität Wien. 1938 wechselte sie zur Ethnologie und wurde 1941 bei Hermann Baumann mit einer Dissertation über den afrikanischen Gelbguss promoviert. Sie war anschließend Assistentin beim Nationalsozialisten Baumann, der sie aber 1944 aus politischen Gründen entließ. 
Nach Kriegsende wurde Hefel im seit 1945 von Robert Bleichsteiner geleiteten Wiener Völkerkundemuseum Kustodin der Afrika-Sammlung, die sie in den folgenden Jahren sichtete und systematisierte. Ab 1960 widmete sie sich eigenen Feldforschungen und befasste sich bei mehreren Forschungsaufenthalten in Obervolta mit der Kultur der Kurumba. Sie arbeitete mit Wilhelm Staude (1904–1977) zusammen.

## Schriften (Auswahl)
- Afrikanische Bronzen. Fotografien Kurt Freisel. Wien : Wolfrum, 1948
- Afrikanische Königreiche. Wien : Sexl, 1952
- Holzplastik in Afrika. Gestaltungsprinzipien. Wien : W. Braumüller, 1960
- Frühhistorische Bodenfunde im Raum von Mengao. Graz : Böhlau, 1965
- mit Wilhelm Staude: Die Kurumba von Lurum. Monographie eines Volkes aus Obervolta, Westafrika. Wien, 1974
- Masken und Mythen : Sozialstrukturen der Nyonyosi und Sikomse in Obervolta. Wien : A. Schendl, 1980
- Steinskulpturen der Nyonyosi aus Ober-Volta. München : Fred Jahn, 1981
- Kinkirsi, Boghoba, Saba : das Weltbild der Nyonyosi in Burkina Faso (ehemals Obervolta, Westafrika). Wien : A. Schendl, 1986